# Мачерата (провинция)
Мачера́та (итал. Provincia di Macerata) — провинция в Италии, в регионе Марке. Площадь 2774 км², население - около 315 000 человек (на 2007 год). Провинция включает 57 коммун, административный центр - город Мачерата. На протяжении многих веков, с 774 года, этот край входил в состав Папской области. Уроженцем провинции Мачерата (в её нынешних границах) был кардинал Джованни-Баттиста-Мария Паллотта (Giovanni Battista Maria Pallotta), появившийся на свет в городе Кальдарола.

## Административное деление

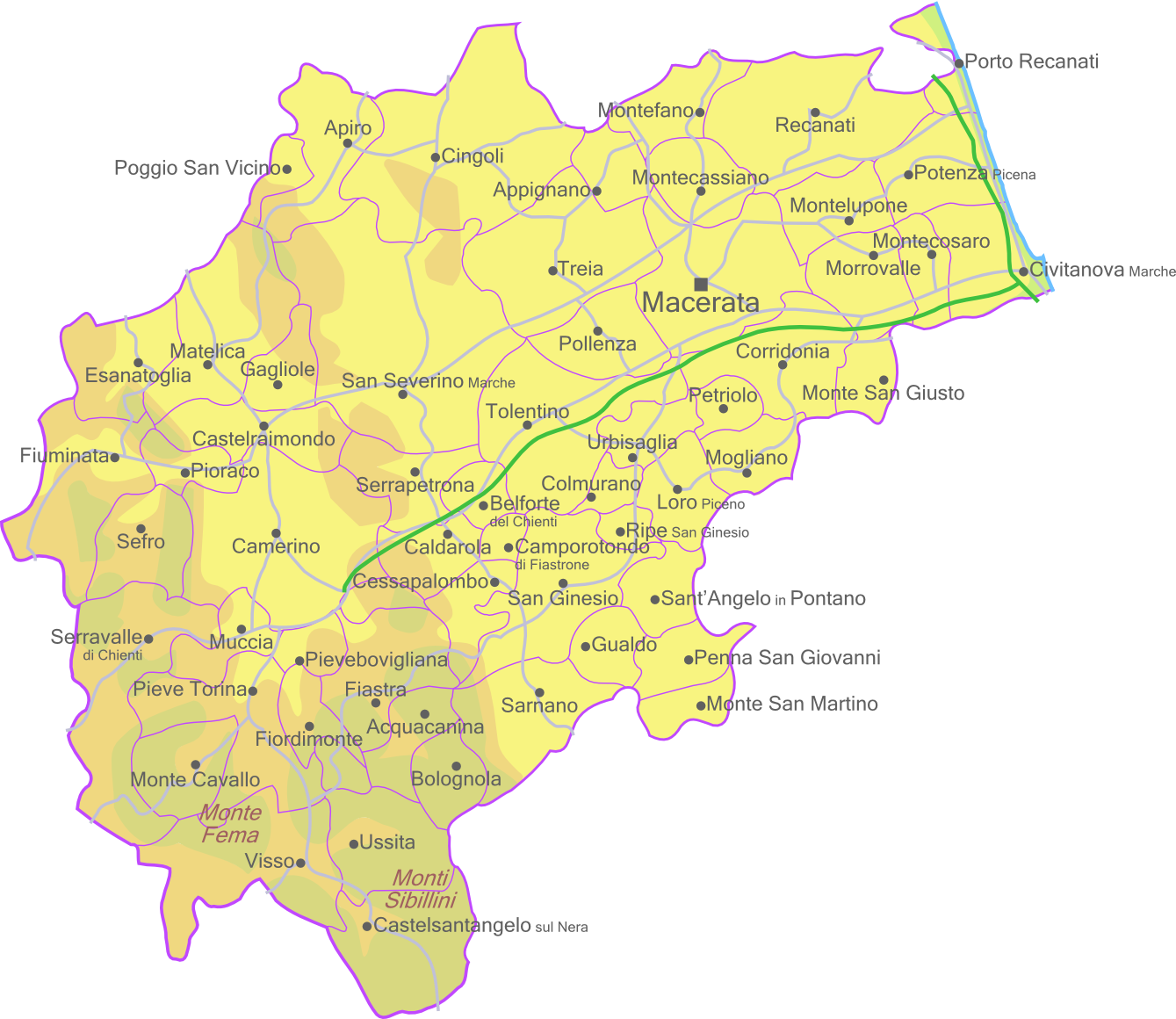
Карта провинции Мачерата

Провинция состоит из 57 коммун:
- Мачерата
- Акваканина
- Аппиньяно
- Апиро
- Бельфорте дель Киенти
- Болоньола
- Висо
- Гальоле
- Гуальдо
- Эзанатолия
- Кальдарола
- Камерино
- Кампоротондо ди Фиастроне
- Кастельраймондо
- Кастельсантанджело сул Нера
- Колмурано
- Коридония
- Лоро Пичено
- Мателика
- Моляно
- Монте Кавало
- Монте Сан Джусто
- Монте Сан Мартино
- Монтекасиано
- Монтекозаро
- Монтелупоне
- Монтефано
- Моровале
- Муча
- Пена Сан Джованни
- Петриоло
- Пиеве Торина
- Пиевебовильяна
- Пиорако
- Поджио Сан Вичино
- Поленца
- Порто Реканати
- Потенца Пичена
- Реканати
- Рипе Сан Джинезио
- Сан Джинезио
- Сан Северино Марке
- Сант'Анджело ин Понтано
- Сарнано
- Серавале ди Киенти
- Серапетрона
- Сефро
- Толентино
- Трея
- Урбисаля
- Усита
- Фиастра
- Фиордимонте
- Фиумината
- Чесапаломбо
- Чивитанова Марке
- Чинголи